# La Rose pourpre et le Lys
La Rose pourpre et le Lys (The Crimson Petal and the White) est un roman de Michel Faber paru en 2002. Le titre est une citation d'un sonnet d'Alfred Tennyson datant de 1847 : « Now Sleeps the Crimson Petal » (in The Princess).

## Parution
Le roman est d'abord publié en langue anglaise en 2002 chez l'éditeur Canongate , l'auteur Michel Faber étant d'origine néerlandaise mais d'expression anglaise. En France, il parait en 2005 aux Éditions de l'Olivier sous le titre La Rose pourpre et le Lys (avec une traduction française de Guillemette de Saint-Aubin). Au Canada francophone, le roman est publié par les Éditions du Boréal.

## Synopsis
Le roman se déroule à Londres, durant le règne de la reine Victoria,, en 1875 et décrit l’ascension de Sugar, une jeune prostituée qui devient la maîtresse de William "Bill" Rackham, un parfumeur. Grâce à sa beauté mystérieuse et à son intelligence, elle se libère d'un destin déjà tracé et d'un état d'asservissement. Elle est l'exact opposé de la femme de Rackham, Agnes, sorte de "beauté fragile", complètement ignorante sur des sujets tels que la menstruation, le sexe, la grossesse ou l’accouchement, à tel point qu'elle ne reconnaît même plus sa fille, Sophie. La "bonne société" n'est pas au courant de la folie d'Agnès, que l'on garde enfermée chez elle. Sugar et Rackham décident donc de mener ensemble leur vie comme ils l'entendent, loin à la fois de la prostitution et de la médiocrité de la bourgeoisie. Sugar, nommée gouvernante de Sophie, s'attache de plus en plus à la petite fille tandis que l'état d'Agnes dégénère ; Rackham, quant à lui, devenu riche grâce à l'excellent sens des affaires de sa maîtresse, se retire dans le monde des affaires jusqu'à négliger complètement les besoins des trois femmes qui rythment sa vie. Le livre se termine par la déchéance de Rackham, quitté par Sugar et Agnes.

## Adaptation télévisée
Le roman a été adapté en 2011 par Marc Munden en une mini-série télévisée de 4 épisodes, avec Romola Garai dans le rôle de Sugar, Chris O'Dowd dans celui de William Rackham et Amanda Hale dans celui d'Agnes.